# Egbert van Kampen

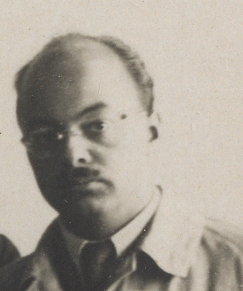
Egbert van Kampen in 1935

Egbert Rudolf van Kampen (Berchem, België, 28 mei 1908 - Baltimore, Maryland, 11 februari 1942) was een Nederlandse wiskundige. Hij leverde belangrijke bijdragen aan de topologie, met name aan de studie van de fundamentaalgroepen
Van Kampen promoveerde in 1929 aan de Universiteit van Leiden. Hij schreef zijn proefschrift, getiteld: Die kombinatorische Topologie und die Dualitaetssaetze (De combinatorische topologie en de dualiteitsstellingen) onder supervisie van Willem van der Woude.
In 1928 was hij in Hamburg bij Emil Artin. Hier schreef hij zijn eerste artikel, waar hij een vermoeden van Artin uit de knopentheorie weerlegde door een tegenvoorbeeld te geven. In 1930 werd hij in Delft assistent van Jan Schouten. Samen met Schouten publiceerde hij over diens specialiteit de tensoranalyse.
In 1931 reisde van Kampen naar de Verenigde Staten, waar hij was benoemd aan de Johns Hopkins University in Baltimore, Maryland. Daar ontmoette hij Oscar Zariski, die daar vanaf 1927 les gaf. Zariski had gewerkt aan de fundamentaalgroep van het complement van een algebraïsche kromme, waar hij generatoren en relaties voor de fundamentaalgroep had gevonden. Hij was echter niet in staat geweest aan te tonen dat hij voldoende relaties had gevonden om een presentatie voor de groep te geven. Van Kampen loste dit probleem op, waarbij hij aantoonde dat Zariski zijn resultaat voldoende was. Dit resultaat staat nu bekend als de stelling van Zariski-van Kampen. Dit leidde van Kampen ertoe de stelling van Seifert-van Kampen te formuleren en te bewijzen.